# Бордылёнок, Николай Андреевич
Никола́й Андре́евич Бордылёнок (1918 — 14 октября 1975, Рязань) — советский партийный деятель, первый секретарь Рязанского промышленного обкома КПСС (1963—1964).

## Образование
- в 1940 окончил Тульский механический институт

## Биография
Родился в 1918 году.
1940 — 1944 мастер, затем начальник пролёта, участка завода № 172 (Пермь)
1944 — 10.1952 старший мастер, начальник Инструментального отдела, начальник цеха Коломенского завода тяжёлых станков(Московская область)
С 1945 член ВКП(б).
1954 — 1956 — председатель Исполнительного комитета Коломенского городского Совета (Московская область).
1956 — 1961 — директор Рязанского станкостроительного завода.
1961 — 1.1963 — секретарь Рязанского областного комитета КПСС.
18.1.1963 — 15.12.1964 — 1-й секретарь Рязанского промышленного областного комитета КПСС.
15.12.1964 — 14.10.1975 — 2-й секретарь Рязанского областного комитета КПСС.
Депутат Верховного Совета РСФСР VI, VIII, IX созывов.